# Viking 1
Viking 1 je prva od dvije letjelice iz uspješnog NASA-inog programa istraživanja Marsa Viking. Sonda Viking Lander 1 slala je podatke s Marsa 4 godine i 28 dana.

## Misija
Viking 1 lansiran je 20 kolovoza 1975. raketom Titan III/Centaur na desetomjesečno putovanje prema Marsu. Orbiter je počeo slati slike Marsa 5 dana prije ubacivanja u orbitu. Viking 1 Orbiter je u orbitu ušao 19. lipnja 1976. godine. Početna orbita bila je elipsa dimenzija 1513 x 33,000 km s periodom ophoda od 24.66 sati. U početku je slijetanje landera na Mars bilo planirano za 4. srpanj 1976., 200-tu obljetnicu osnutka SAD-a. Snimke koje je orbiter napravio pokazao je da je planirano mjesto slijetanja opasno za lander. Slijetanje se na kraju odigralo 20. srpnja 1976. u 11:53:06 UT.

### Orbiter
Orbiter je sa sobom nosio sljedeće instrumente: dvije kamere, IC spektrometar radi snimanja vodene pare u atmosferi i IC radiometre radi mjerenja temperature površine. Primarna misija Orbitera trajala je do solarne konjukcije 5. studenog 1976. godine. Produženje misije počelo je 14. prosinca 1976. i trajalo je do 17. kolovoza 1980. godine. Početkom 1977. periapsis orbite smanjen je na 300 km radi detaljnog snimanja površine. Orbita je naknadno mijenjana radi prilaska Fobosu i promjene orijentacije u odnosu na Mars. Visina periapsisa orbite je 20. srpnja 1979. podignuta na 357 km. Kako je u kolovozu 1980. orbiter bio pri kraju s gorivom za kontrolu orijentacije, dotadašnja eliptična orbita dimenzija 357 x 33,943 km promijenjena je u elipsu dimenzija 320 x 56,000 km radi izbjegavanja pada letjelice na Mars i njegove kontaminacije zemaljskim mikrobima. Vjeruje se da će orbiter biti stabilan u toj orbiti do 2019. godine. Komunikacija s orbiterom prekinuta je 17. kolovoza 1980.

### Lander
Viking 1 Lander sletio je 20. srpnja 1976. u 11:53:06 na Mars u prostranu ravnicu Chryse Planitia (Zlatna Ravnica). Areografske koordinate mjesta slijetanja su 22.697° sjeverno i 48.222° zapadno, oko -2.69 km ispod referentne visine.
Prve fotografije snimljene su samo 25 sekundi nakon slijetanja. Slanje fotografija na Zemlju trajalo je 4 minute. Za to vrijeme Lander se aktivirao. Usmjerio je glavnu antenu prema Zemlji za direktnu komunikaciju. U prvih 7 minuta Lander je snimio 300° panoramsku scenu (slika ispod). Dan kasnije su poslane prve fotografije u boji. Seizmometar se nije pravilno postavio, a robotskoj ruci trebalo je 5 dana da se oslobodi i pravilno postavi.
Svi eksperimenti i instrumenti na Vikingu 1 uspješno su provedeni. Sljedeći instrumenti su bili na landeru: dvije kamere, tri analizatora za rast, metabolizam i fotosintezu mikroba, plinski kromatografski maseni spektrometar (GCMS), rendgenski fluorescentni spektrometar, senzori za tlak, temperaturu i brzinu vjetra, troosni seizmometar, magnet na robotskoj ruci i razni inženjerski senzori.
Lander je imao masu od 572 kg i RTG generator snage 70W kao izvor energije i topline. Lander je bio aktivan 2306 zemaljskih dana, do 13. studenog 1982., kada je pogrešna naredba poslana sa Zemlje rezultirala gubitkom kontakta s landerom. 2006. godine, MRO je snimio lander na površini (slika ispod).

### Viking 1 galerija slika
- Lansiranje letjelice Viking 1.
- Prva fotografija poslana s Marsa koja pokazuje nožicu Landera.
- Rovovi koje je iskopala robotska ruka.
- Snimka zalaska Sunca.
- Jedna od fotografija površine Marsa.
- Snimka Vikinga 1 iz orbite.

## Poveznice
- Viking 2